# Муселин (кулинария)
Тази статия е за кулинарния сос. За плата вижте Муселин
Муселинът в кулинарията е вид холандски сос с бита сметана или белтъци, който е подходящ за гарниране на ястия от птиче месо или риба. Видът на разбитите на пяна белтъци са дали наименованието на соса, по аналогия с ефирния плат муселин.